# Nancy Pelosi
Nancy Patricia D'Alesandro Pelosi (Baltimore, 26 de março de 1940) é uma política norte-americana filiada ao Partido Democrata. Foi, entre 2019 e 2023, a presidente da Câmara dos Representantes dos Estados Unidos, já tendo ocupado este posto de 2007 a 2011. Representante pela Califórnia desde 1987, Pelosi foi durante parte de sua carreira política a mulher que ocupou o mais alto cargo da história do país.
Nascida em uma família ítalo-americana, seu pai foi prefeito de Baltimore e Pelosi engajou-se na política desde jovem. Após obter educação superior, se mudou para a Califórnia, onde passou a atuar em diversos cargos na filial local do Partido Democrata. Em 1981, foi eleita presidente do Partido Democrata da Califórnia e, em 1987, para a Câmara.
Tendo pertencido à ala mais à esquerda do Partido Democrata, tornou-se num dos primeiros membros do Caucus Progressista da Câmara do Representantes fundado por Bernie Sanders, chegando mesmo a ser apoiada para reeleição pelo agora Senador do Vermont.
Atualmente, Pelosi encontra-se em seu décimo sétimo mandato como representante, sendo repetidamente reeleita para um distrito que compreende boa parte da cidade e condado de São Francisco. Em 2003, foi eleita líder da bancada democrata na Câmara, ocupando a liderança da oposição na casa de 2003 a 2007, e novamente de 2011 a 2019. Em 2007, tornou-se a primeira mulher a presidir a Câmara e, ao retornar ao cargo em 2019, foi a primeira a fazê-lo desde 1955.
Durante os dois períodos em que presidiu a câmara baixa do Congresso, Pelosi liderou a oposição parlamentar aos presidentes republicanos George W. Bush e Donald Trump, iniciando o processo de impeachment deste último. Foi uma opositora à Guerra do Iraque e, no governo de Barack Obama, desempenhou um papel fundamental para a aprovação do Obamacare, a revogação do Don't ask, don't tell e a implementação de estímulos econômicos em meio à Grande Recessão.

## Infância e educação
Pelosi nasceu em Baltimore numa família ítalo-americana. Era a única menina e a mais nova de sete filhos de Nancy D'Alesandro e Thomas D'Alesandro Jr. A sua mãe nasceu em Fornelli, Isernia, Molise, a sul de Itália e veio para os EUA em 1912; o seu pai poderia traçar a sua ascendência italiana em Gênova, Veneza e Abruzzo. Quando Nancy nasceu, o seu pai era um congressista democrata de Maryland, chegando a tornar-se Prefeito de Baltimore, sete anos depois.  A mãe de Pelosi também era ativa na política, organizando as mulheres democratas e ensinando à filha o valor das redes sociais. O seu irmão, Thomas D'Alesandro III, também um democrata, foi eleito prefeito de Baltimore de 1967 a 1971.
Pelosi esteve envolvida com a política desde muito cedo. Ela ajudou o seu pai nos seus eventos de campanha, e participou no discurso inaugural do presidente, John F. Kennedy, quando ele foi empossado presidente dos Estados Unidos em janeiro de 1961.
Em 1958, formou-se no Instituto de Notre Dame, uma escola secundária católica só para meninas em Baltimore. Em 1962, formou-se no Trinity College em Washington, DC, com um bacharelado em ciências políticas.  Pelosi foi ajudante do senador Daniel Brewster (D-Maryland) na década de 1960 ao lado do futuro líder da maioria na Câmara, Steny Hoyer.

## Inicio da carreira
Depois de mudar-se para São Francisco, Pelosi tornou-se amiga do congressista do 5º distrito, Phillip Burton, e começou a trabalhar na política democrata. Em 1976, ela foi eleita membro do Comitê Nacional Democrata da Califórnia, cargo que ocupou até 1996. Foi eleita presidente do partido pelo norte da Califórnia em janeiro de 1977 e quatro anos depois foi escolhida para chefiar o Partido Democrático da Califórnia, que ela liderou até 1983. Posteriormente, serviu como presidente do Comitê Anfitrião da Convenção Nacional Democrata de São Francisco em 1984 e, em seguida, como presidente de finanças do Comitê de Campanha do Senado Democrata de 1985 a 1986.

## Membro da Câmara dos Representantes (1987-presente)

### Eleições

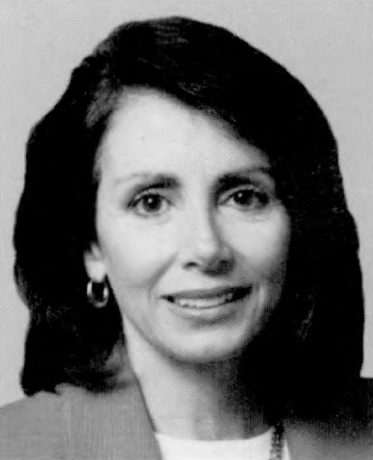
Pelosi como membro da Câmara dos Representantes dos Estados Unidos, 1993.

Após a morte de Phillip Burton em 1983, sua esposa Sala Burton assumiu a vaga na Câmara dos Representantes. No final de 1986, Sala foi diagnosticada com câncer e decidiu não disputar as eleições legislativas de 1988, indicando Nancy Pelosi como sua sucessora política. Sala veio a falecer em 1 de fevereiro de 1987, apenas um mês após assumir o segundo mandato. Pelosi venceu a eleição especial empreendida para sua sucessão, derrotando o então Supervisor de San Francisco, Harry Britt, e o republicano Harriet Ross.
Pelosi foi eleita por um dos mais estáveis distritos congressionais dos Estados Unidos. O Partido Democrata têm sido eleito desde 1949, enquanto a mais recente candidatura sólida republicana ocorreu em 1960. Pelosi tornou-se titular da vaga em 1988 e foi reeleita outras dez vezes sem oposição substancial, vencendo por uma média de 80% dos votos. Por outro lado, não têm participado de debates eleitorais desde 1987. Seu resultado mais acirrado deu-se em 2016, quando Preston Picus recebeu 19% dos votos contra seus 80%.
Em 2001, Pelosi foi eleita Whip da Minoria da Câmara dos Representantes, sendo vice-líder de Dick Gephardt, do Missouri. Pelosi tornou-se a primeira mulher a ocupar tal cargo na história estadunidense.
Em 2002, quando Gephardt renunciou ao cargo para investir em sua indicação às eleições presidenciais de 2004, Pelosi foi selecionada como sua sucessora, tornando-se a primeira mulher a liderar um partido de maioria na câmara baixa do Congresso.

### Atribuição do comité
Na Câmara, ela atuou nos Comitês de Dotações e Inteligência e foi a democrata no ranking do Comitê de Inteligência até a sua eleição como líder da minoria.
Pelosi é membro da Câmara Báltica do Caucus Democrata.

### Presidente da Câmara dos Representantes (2007–2011)

#### Nomeação

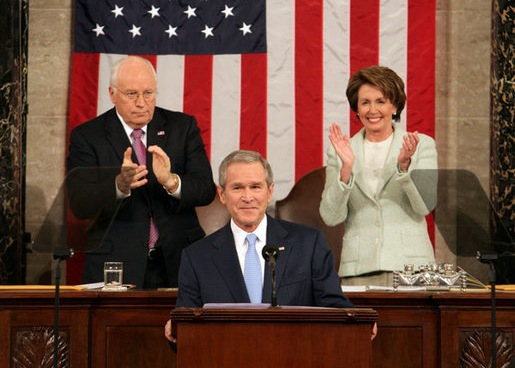
Pelosi (à direita) e o então Presidente do Senado Dick Cheney assistem o Discurso sobre o Estado da União de George W. Bush em 2007. Na ocasião, Pelosi tornou-se a primeira mulher a receber um presidente no plenário do Congresso dos Estados Unidos.

Nas eleições de meio de mandato de 2006, os democratas assumiram o controle da Câmara, conquistando 30 cadeiras.  A mudança no controle significava que como líder da minoria na Câmara, Pelosi era amplamente esperada para tornar-se a presidente da Câmara no  Congresso seguinte. A 16 de novembro de 2006, a bancada democrata escolheu Pelosi por unanimidade como a candidata democrata a presidente.
Pelosi apoiou o seu amigo de longa data, John Murtha, da Pensilvânia, para a posição de líder da maioria na Câmara, o segundo posto na bancada democrata na Câmara. O seu concorrente era o vice-líder Steny Hoyer da minoria da Câmara de Maryland, que tinha sido o segundo em comando de Pelosi desde 2003. Hoyer foi eleito como líder da maioria na Câmara sobre Murtha por uma margem de 149-86 dentro do caucus.
A 3 de janeiro, Pelosi derrotou o republicano John Boehner, de Ohio, por 233 votos a 202, na eleição para presidente da Câmara. Rahm Emanuel, de Illinois, seria o novo presidente do Caucus Democrata da câmara.
Com a sua eleição, Pelosi tornou-se a primeira mulher, a primeira californiana e a primeira ítalo-americana a ter o cargo de presidente da Câmara.
Durante o seu discurso, ela discutiu a importância histórica de ser a primeira mulher a ocupar o cargo de Presidente da Câmara:
| “ | Este é um momento histórico - para o Congresso e para as mulheres deste país. É um momento pelo qual esperamos mais de 200 anos. Sem nunca perder a fé, esperamos muitos anos de luta para conquistar nossos direitos. Mas as mulheres não estavam apenas esperando; as mulheres estavam trabalhando. Sem nunca perder a fé, trabalhamos para resgatar a promessa da América, de que todos os homens e mulheres são criados iguais. Para as nossas filhas e netas, hoje, quebramos o "teto de vidro". Para as nossas filhas e netas, o céu é o limite, tudo é possível para elas. | ” |

Ela também disse que o Iraque é a principal questão enfrentada pelo 110º Congresso, ao incorporar algumas crenças do Partido Democrata:
| “ | A eleição de 2006 foi um chamado à mudança - não apenas para mudar o controle do Congresso, mas para uma nova direção para nosso país. Em nenhum lugar o povo americano foi mais claro sobre a necessidade de uma nova direção do que no Iraque. O povo americano rejeitou a obrigação ilimitada de uma guerra sem fim. | ” |

#### Mandato
Pelosi foi reeleita presidente da câmara em 2009. Numa pesquisa da CBS News de março de 2010 descobriu-se que 37% dos eleitores registrados tinham uma opinião desfavorável sobre ela, com 11% a aprovando. De acordo com uma pesquisa nacional Rasmussen de março de 2010 , 64% dos eleitores viram Pelosi desfavoravelmente e 29% favoravelmente.
Durante e após seu mandato como presidente, foi vista como uma figura política contenciosa, com os candidatos republicanos frequentemente tentando amarrar os seus oponentes democratas a ela e os democratas moderados buscando mostrar a sua boa fé moderada expressando oposição a ela.

#### Reforma na saúde
Pelosi foi creditada para liderar a lei de saúde de Obama  quando parecia condenada à derrota. Depois que o republicano Scott Brown ganhou a antiga cadeira do democrata Ted Kennedy no Senado na eleição especial de Massachusetts de janeiro de 2010, custando aos democratas sua maioria à prova de obstrução, Obama concordou com a ideia do então chefe de gabinete Rahm Emanuel de fazer iniciativas menores que poderiam ser aprovadas facilmente. Mas Pelosi rejeitou o remorso de Obama, zombando das suas ideias reduzidas como "cuidados infantis". Depois de convencê-lo de que essa seria a única chance de reforma do sistema de saúde por causa da grande maioria democrata no Congresso, ela reuniu o seu caucus ao iniciar uma "maratona inacreditável" de uma sessão de dois meses para elaborar o projeto de lei, que foi aprovado na Câmara por 219 a 212. Nos comentários de Obama antes de sancionar o projeto de lei, ele atribuiu a Pelosi o título de "uma dos melhores presidentes da Câmara dos Representantes".

### Presidente da Câmara dos Representantes (2019–2023)

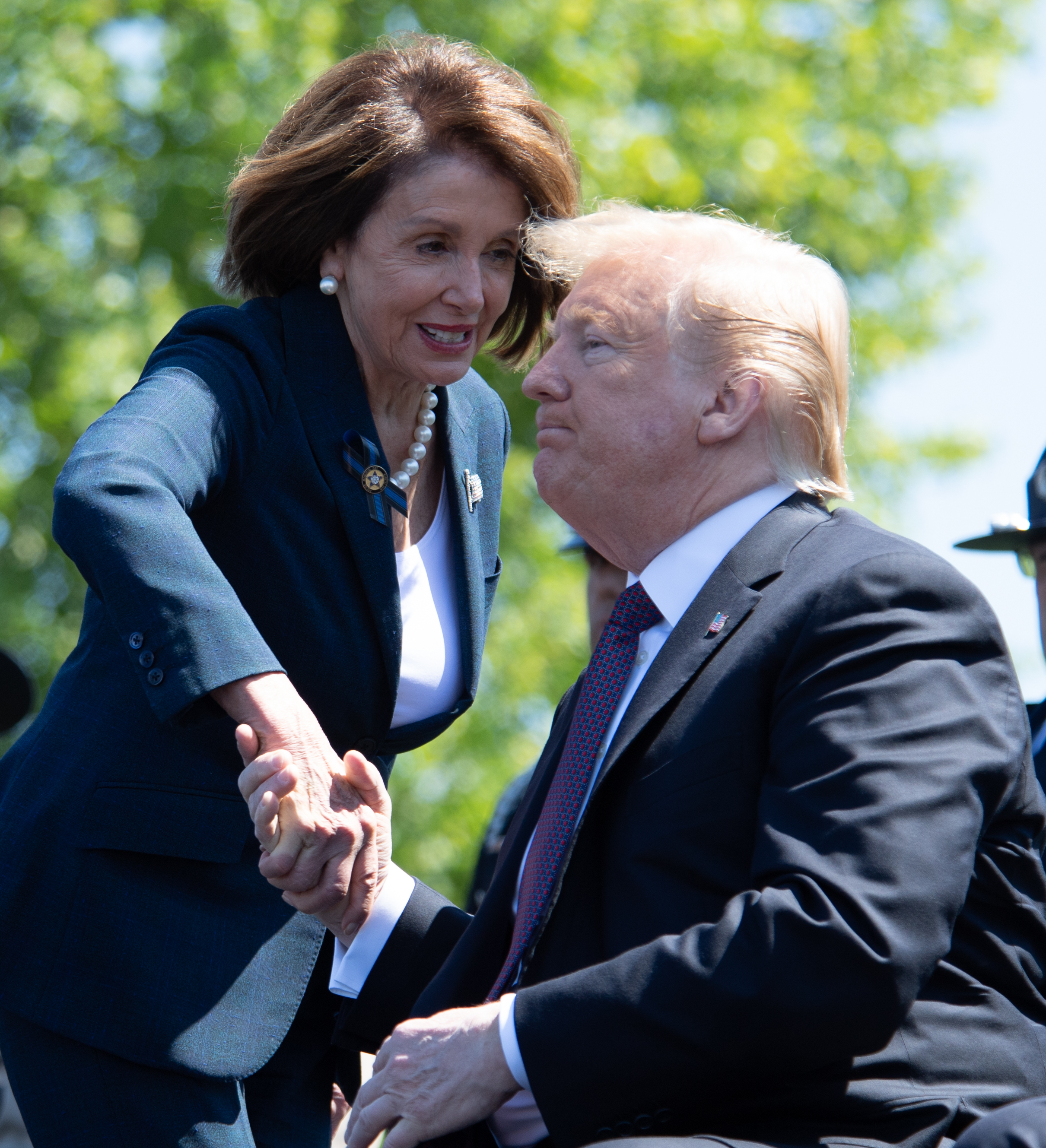
O segundo mandato de Pelosi como Speaker da Câmara dos Representantes, de 2019 a 2023, foi marcado pelos fortes embates com o então Presidente Donald Trump.

Os Democratas recuperaram a maioria na Câmara dos Representantes nas eleições de meio de mandato de 2018. Ao garantir 41 assentos nas eleições, o Partido Democrata obteve sua maior vitória na Câmara dos Representantes desde as eleições de 1974. Em 28 de novembro do mesmo ano, Pelosi foi eleita a mais um mandato como Presidente (Speaker) da Câmara dos Representantes no início do ano letivo, em 3 de janeiro de 2019.
Sob a presidência de Pelosi, a Câmara dos Representantes aprovou dois processos de impeachment contra o então Presidente Donald Trump, tornando-o primeiro presidente estadunidense a sofrer dois processos deste tipo, sendo o primeiro em 18 de dezembro de 2019 e o segundo em 13 de janeiro de 2021. No primeiro processo, Trump era acusado de pressionar o Presidente da Ucrânia Volodymyr Zelensky a investigar Joe Biden, seu adversário nas eleições presidenciais seguintes, que aconteceram em novembro de 2020. O segundo processo teve como base o argumento de que Trump havia incitado seus apoiadores a uma insurreição e a atacar o Congresso dos Estados Unidos durante o processo de confirmação da eleição de Joe Biden e Kamala Harris para presidente e Vice-presidente, respectivamente. Em ambos os casos, Trump foi absolvido pelo Senado.
Nancy Pelosi anunciou que vai recandidatar-se a um novo mandato no Congresso dos Estados Unidos.

#### Encerramento do governo (2018–2019)
No início do 116º Congresso dos Estados Unidos, Pelosi esforçou-se para impedir que Trump utilizasse o encerramento das atividades do governo federal como forma de angariar recursos para construir um muro na fronteira com o México. Pelosi não permitiu que Trump realizasse o tradicional discurso sobre o Estado da União no plenário da Câmara dos Representantes enquanto o governo federal estivesse embargado. Após a realização de diversas pesquisas de opinião que demonstravam uma queda significativa na popularidade do presidente, Trump assinou uma medida preventiva para retomar as atividades do governo federal independentemente de concessões sobre o proposto muro. Entretanto, durante uma reunião televisionada no Salão Oval em 11 de dezembro de 2018, Trump, Pelosi e o Líder da Maioria do Senado Chuck Schumer tiveram um forte debate sobre a situação, durante o qual o presidente voltou a afirmar que encerraria o governo federal até que o Congresso aprovasse a construção do muro.
Em 15 de fevereiro, Trump decretou estado de emergência nacional na tentativa de inviabilizar as atividades do Congresso após a aprovação de uma medida bipartidária em ambas as câmaras da casa legislativa.

## Honras e condecorações
- Grã-Cruz da Ordem do Mérito da República Italiana (2007)[78]
- Grande Cordão da Ordem do Sol Nascente (2015)
- Medalha da Ordem de Timor-Leste (2017)